# Associação Olímpica de Bermudas
A Associação Olímpica de Bermudas (código do COI: BER), é o Comitê Olímpico Nacional que representa as ilhas Bermudas. O comitê desempenha o papel de Associação dos Jogos da Commonwealth para a nação insular.

## História
Foi criado em 1968 e reconhecido pelo Comitê Olímpico Internacional no mesmo ano.